# Рыбаков, Анатолий Петрович
Анатолий Петрович Рыбаков (род. 3 сентября 1937 года, Челябинск, РСФСР) — советский, российский физик.

## Биография
Родился 3 сентября 1937 года в г. Челябинск. Окончил семилетнию школу № 38 в тракторозаводском районе Челябинска. В 1955 году окончил Южно-Уральский политехникум (ныне город Озёрск челябинской области) по специальности «Ремонт и эксплуатация оборудования химических заводов». С 1955 по 1964 работал в городе Саров во ВНИИ экспериментальной физики, с 1964 по 1978 работал в городе Снежинск во ВНИИ технической физики. Последовательно на должностях техник, инженер, старший научный сотрудник, руководитель группы.
В 1963 году без отрыва от производства окончил Московский инженерно-физический институт (с 2009 года — Национальный исследовательский ядерный университет «МИФИ») по вечерней форме обучения по специальности инженер-исследователь, физика быстропротекающих процессов.
С 1978 года по 1995 год работал в городе Даугавпилс Латвийской ССР, Латвии последовательно в ДВВАИУ имени Яна Фабрициуса, в Даугавпилсском педагогическом университете на должностях: доцент, профессор, заведующий кафедрой общей физики. С 1995 года по 2003 работал в Пермском военном институте ракетных войск. С 2003 года является профессором ПГТУ на кафедре общей физики.
В 1979 году в Горьковском государственном университете защитил диссертацию и получил диплом кандидата технических наук. В 1983 году в Московском государственном Университете защитил диссертацию и получил диплом доктора физико-математических наук. В 1986 году ВАК СССР присвоил звание профессора по кафедре общей физики.
В 1992 году в Рижском университете защитил диссертацию и получил диплом хабилитированного доктора физики.